# Скринька Марії Медичі (фільм)
«Скри́нька Марі́ї Ме́дичі» (рос. «Ларец Марии Медичи») — російський радянський художній фільм 1980 року режисера Рудольфа Фрунтова. Екранізація однойменного роману Єремія Парнова.

## Сюжет
Початок XIII століття. Хрестоносці беруть облогою фортецю Монсегюр, в якій гинуть альбігойці — прихильники єретичного з погляду католицької церкви віровчення. Вони встигають вивезти обоз і заховати скарби, а таємницю схованки зберігають нащадки чотирьох з них, кожен з яких отримав по коштовному каменю, зірку і скриньку. Світло, що переломиться через камені, повинно вказати місце на карті в скриньці, де заховані скарби. Дізнатися його можна, тільки зібравши всі камені й отримавши скриньку.
Радянські часи, 1970-ті роки, Ленінград. Зникає антиквар Вінсент Савіньї, що приїхав у місто з Франції. У цей час у літньої пані Віри Чарської крадуть скриньку. Розслідуючи загадкове зникнення антиквара Савіньї, слідчий висуває версію вбивства. При з'ясуванні всіх обставин виявляється, що Савіньї насправді — син білоемігранта Всеволода Юрійовича Свіньїна (в їхньому будинку до революції зберігалася заповітна скринька), який перейшов у роки Другої світової війни на сторону нацистів з метою заволодіти таємницею альбігойців і брав участь у показовому розстрілі дівчинки Мадлен — дочки нащадка роду Монсегюр Філіппа. Йому вдається силою забрати частину скарбів. Після війни Мадлен (у шлюбі Локар) як туристка випадково зустрічається з постарілим Савіньї під час його візиту до Ленінграда, впізнає його і намагається отруїти (на щастя для неї, невдало). Капітану міліції Володимирові Люсіну (Валерій Рижаков) належить з'ясувати не тільки мотиви злочину, але й, за допомогою експерта Юрія Березовського, занурившись в історію давньої давнини, розгадати таємницю старовинної скриньки, коріння якої сягають в XIII століття.

## У ролях
- Валерій Рижаков —  Володимир Костянтинович Люсін, капітан міліції
- Клара Лучко —  Мадлен Локар, уроджена Монсегюр
- Еммануїл Віторган —  Вінсент Савіньї / Всеволод Юрійович Свіньїн
- Євдокія Урусова —  Віра Фабіанівна Чарська
- Леонід Оболенський —  Бертран д'Ан Марті, наставник ордену альбігойців
- Герасим Лисициан —  Мірпуа, командир військового загону ордена альбігойців
- Микола Єрофєєв —  Симон де Монфор, граф Тулузький
- Віктор Зозулін —  монах-альбігоєць
- Данило Нетребін —  Микола Ванашний / Стапчук
- Анатолій Єгоров —  Юрій Анатолійович Березовський, експерт
- Рубен Симонов —  Михайло Казарян
- Всеволод Сафонов —  полковник Головін
- Сергій Мартинов —  Віктор Михайлович Михайлов, працівник комісійного магазину
- Зоя Василькова —  голова садівничого товариства
- Алла Балтер —  Деніза Монсегюр, мати Мадлен
- Лев Поляков —  експерт Крелін
- Віктор Шульгін —  слідчий Нефьодов
- Павло Іванов —  консул
- Володимир Піцек —  голова дачного кооперативу

## Знімальна група
- Автори сценарію:  Єремій Парнов і Рудольф Фрунтов
- Режисер-постановник: Рудольф Фрунтов
- Оператори-постановники:  Ігор Гелейн,  Володимир Степанов і Володимир Кромас
- Художник-постановник:  Ірина Лукашевич
- Композитор:  Михайло Зів